# 14317 Antonov
14317 Antonov este un asteroid din centura principală de asteroizi.

## Descriere
14317 Antonov este un asteroid din centura principală de asteroizi. A fost descoperit pe 8 august 1978 la Observatorul de Astrofizică din Crimeea de Nikolai Cernîh. Asteroidul prezintă o orbită caracterizată de o semiaxă mare de 2,45 ua, o excentricitate de 0,17 și o înclinație de 6,3° în raport cu ecliptica.